# 不均一な物質系の平衡に就いて
熱力学の歴史において、『不均一な物質系の平衡に就いて』（ふきんいつなぶっしつけいのへいこうについて、On the Equilibrium of Heterogeneous Substances）は、アメリカの工学者ウィラード・ギブズによって書かれた300頁の論文である。ドイツの物理学者ヘルマン・フォン・ヘルムホルツの1882年の論文『化学的過程の熱力学』と共に、熱力学の基礎を築いた論文の一つである。これらの論文は共に化学熱力学の基礎と物理化学の大部分を築いた。
ギブズの『平衡』は、化学的、物理学的、電気的、電磁気的現象を一貫した体系へと統合することによって化学熱力学の端緒を開いた。この論文では、化学ポテンシャルや相律などといった概念が導入され、これらは現代物理化学の基礎を形成している。アメリカの作家ビル・ブライソンはギブズの『平衡』論文を「熱力学のプリンキピア』と形容している。
『不均一な物質系の平衡に就いて』は、最初は1875年から1878年の数年間にわたり（しかし1876年が重要な年として最も言及される）、比較的無名のアメリカの雑誌である「コネティカット州芸術科学アカデミー論文誌」にいくつかの部分に分けて発表された。この論文はヴィルヘルム・オストヴァルトによってドイツ語に、アンリ・ルシャトリエによってフランス語に翻訳されるまでほとんど知られないままであった。

## 概要
ギブズははじめに、1873年にコネティカット州芸術科学アカデミー論文誌に発表された2報の論文『流体の熱力学における図式解法（Graphical methods in the thermodynamics of fluids）』、『物体の熱力学的諸性質の曲面による幾何学的表示（A method of geometrical representation of the thermodynamic properties of substances by means of surfaces）』によって数理物理学に貢献した。ギブズの次のそして最も重要な論文が『不均一な物質系の平衡に就いて』（1876年と1878年の2部）であった。この記念碑的で密に織られた300頁の論文において、熱力学第一法則、熱力学第二法則、熱力学の基本関係式が相転移や熱力学系における熱力学反応の傾向の—ラグランジュ解析学
による三次元の幾何的描像に基づく—予測ならびに定量化などに適用された。アンリ・ルシャトリエの述べているところによると、この論文は「ラヴォアジエによって作られたものに匹敵するほど重要性が増大している化学の新たな分野を築いた」。この研究は1891年にヴィルヘルム・オストヴァルト（オストヴァルトはギブズを化学エネルギー論の父と呼んだ）によってドイツ語に、1899年にアンリ・ルシャトリエによってフランス語に翻訳された。ギブズの『平衡』論文は19世紀の物理科学における最大の業績の一つ、そして物理化学の科学の基礎を成す業績の一つであると考えられている 。これらの論文において、ギブズは物理化学的現象の解釈のために熱力学を適用し、隔絶して解釈し難い事柄としか知られていなかったものの解釈と相互関係を明らかにした。
ギブズの不均一平衡に関する論文は以下の事柄を含む。
- いくつかの化学ポテンシャルの概念
- いくつかの自由エネルギーの概念
- ギブズ集団（統計力学分野の基礎）
- ギブズの相律